# Jinggangshan
Jinggangshan (chino simplificado: 井冈山; chino tradicional: 井岡山; pinyin: Jǐnggāngshān) es una ciudad a nivel de condado en el suroeste de la provincia de Jiangxi, República Popular de China, que limita con la provincia de Hunan al oeste. Está bajo la administración de la ciudad de Ji'an. Se encuentra en las montañas de Luoxiao, que cubren unos 670 km²  (260 millas cuadradas).
- Datos: Q1376419
- Multimedia: Jinggangshan City / Q1376419

1. ↑  «郵遞區號查詢 - 郵編庫» [Consulta de código postal]. tw.youbianku.com (en chino). 2005. Consultado el 25 de enero de 2018.